# Giuliana De Sio
Giuliana De Sio, née le 2 avril 1957 à Salerne (Campanie), est une actrice Italienne.

## Biographie
Elle débute par le théâtre et la photo. Elle obtient l'un des premiers rôles dans la mini-série Le mani sporche d'Elio Petri adapté des Mains sales de Jean-Paul Sartre où elle joue avec Marcello Mastroianni. Elle apparaît alors dans plusieurs films italiens. En 1982 et 1983, elle remporte plusieurs prix : le David di Donatello et le Ruban d'argent de la meilleure actrice pour Io, Chiara e lo Scuro et le Globe d'or de la meilleure actrice pour Sciopèn, Scusate il ritardo et Io, Chiara e lo Scuro. Elle poursuit son parcours et diversifie ses rôles. Elle obtient le Ciak d'oro en 1986 pour son rôle dans le film Pourvu que ce soit une fille (Speriamo che sia femina) de Mario Monicelli et une seconde fois le prix David di Donatello en 1992 pour son rôle dans le film Cattiva de Carlo Lizzani.

## Filmographie

### Au cinéma
- 1976 :  San Pasquale Baylonne protettore delle donne de Luigi Filippo D'Amico : Cesira
- 1979 : Rue du Pied de Grue de Jean-Jacques Grand-Jouan : Luisa
- 1979 : Il malato immaginario de Tonino Cervi : Angelica
- 1982 : Io, Chiara e lo Scuro de Maurizio Ponzi : Chiara
- 1982 : Sciopèn de Luciano Odorisio : Marta
- 1983 : Scusate il ritardo de Massimo Troisi : Anna
- 1984 : Cuore de Luigi Comencini
- 1984 : Uno scandalo perbene de Pasquale Festa Campanile : Giulia
- 1984 : Cent Jours à Palerme (Cento giorni a Palermo) de Giuseppe Ferrara : Emmanuella Setti Carraro
- 1985 : Pourvu que ce soit une fille (Speriamo che sia femina) de Mario Monicelli : Franca
- 1985 : Casablanca, Casablanca de Francesco Nuti : Chiara
- 1987 : Ti presento un'amica de Francesco Massaro
- 1987 : Une catin pour deux larrons (I Picari) de Mario Monicelli : Rosario
- 1988 : Se lo scopre Gargiulo d'Elvio Porta : TeresaGiuliana De Sio en 2011.

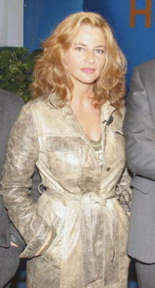
Giuliana De Sio en 2011.

- 1990 : Feu sur le candidat d'Agnès Delarive : Clara
- 1991 : Cattiva de Carlo Lizzani : Emilia
- 1992 : Per non dimenticare de Massimo Martelli
- 1992 : Donne sottotetto de Roberto Giannarelli : Sandra
- 1994 : La vera vita di Antonio H. d'Enzo Monteleone
- 1996 : Italiani de Maurizio Ponzi : Margherita
- 1997 : Con rabbia e con amore d'Alfredo Angeli : Sonia
- 1999 : Besame mucho de Maurizio Ponzi : Giulia De Rossi
- 2002 : Viva la scimmia de Marco Colli
- 2002 : Ti voglio bene Eugenio de Francisco Josè Fernandez : Elena
- 2004 : A luci spente de Maurizio Ponzi : Elena Monti
- 2011 : Il console italiano d'Antonio Falduto : Giovanna Bruno
- 2012 : Vorrei vederti ballare de Nicola Deorsola
- 2012 : Ci vediamo a casa de Maurizio Ponzi
- 2017 : La verità, vi spiego, sull'amore (it) de Max Croci : Roberta, la mère de Davide

### À la télévision

#### Séries télévisées
- 1978 : Le mani sporche d'Elio Petri
- 1983 : Dramma d'amore
- 1987 : La Mafia (La Piovra)
- 1998 : Alexandria Hotel
- 2006 : La notte breve de Camilla Costanzo et Alessio Cremonini
- 2008 : Mogli a pezzi
- 2010 : Il peccato e la vergogna
- 2011 : Non smettere di sognare

#### Téléfilms
- 1979 : Hedda Gabler de Maurizio Ponzi
- 1980 : Ritratto di donna distesa de Fiorella Infascelli
- 1998 : Angelo nero de Roberto Rocco
- 2000 : Gli amici di Gesù - Maria Maddalena de Raffaele Mertes

## Distinctions
- David di Donatello de la meilleure actrice principale : 1983 : Io, Chiara e lo Scuro
- Ruban d'argent de la meilleure actrice : 1983 :  Io, Chiara e lo Scuro
- Globe d'or de la meilleure actrice : 1983 : Sciopèn, Scusate il ritardo et Io, Chiara e lo Scuro
- Ciak d'oro : 1986 : Pourvu que ce soit une fille (Speriamo che sia femina)
- David di Donatello de la meilleure actrice principale : 1992 : Cattiva